# Leptopterigynandrum decolor
Leptopterigynandrum decolor là một loài Rêu trong họ Thuidiaceae. Loài này được (Mitt.) M. Fleisch. mô tả khoa học đầu tiên năm 1923.